# Daphniphyllum papuanum
Daphniphyllum papuanum är en tvåhjärtbladig växtart som beskrevs av H. Hallier. Daphniphyllum papuanum ingår i släktet Daphniphyllum och familjen Daphniphyllaceae. Utöver nominatformen finns också underarten D. p. tuberculatum.